# Liguowuite
La liguowuite (simbolo IMA: Lgw) è un minerale rarissimo del supergruppo della perovskite, all'interno del quale viene collocato nel gruppo delle perovskiti non stechiometriche e da lì al sottogruppo della liguowuite; appartiene alla famiglia minerale degli "ossidi e idrossidi" e possiede composizione chimica WO3.

## Etimologia e storia
La liguowuite è stata chiamata in questo modo in onore di Li Guowu (李国武), professore dell'Università di Geoscienze della Cina (Pechino, Cina), in riconoscimento del suo grande contributo alla ricerca sui nuovi minerali, tra cui tewite e wumuite provenienti dalla medesima località tipo, Nanyang,(26.77167°N 101.45361°E) nella contea di Huaping (nello Yunnan, Cina).
Il campione tipo è depositato nelle collezioni mineralogiche del Museo geologico della Cina, (Pechino) con il numero di catalogo M16121 (olotipo), e nel Laboratorio di struttura cristallina dell'Università cinese di Geoscienze, anch'esso a Pechino, con il numero di catalogo NY-5-3Z.

## Classificazione
Essendo stata approvata dall'Associazione Mineralogica Internazionale (IMA) nel 2020,, la liguowuite non compare nella classica nona edizione della sistematica dei minerali di Strunz, aggiornata dall'IMA fino al 2009.
Il minerale è elencato nell'edizione successiva, proseguita dal database "mindat.org" e chiamata Classificazione Strunz-mindat, dove la liguowuite si trova nella classe "4. Ossidi (idrossidi, V[5,6] vanadati, arseniti, antimoniti, bismutiti, solfiti, seleniti, telluriti, iodati)" e da lì nella sottoclasse "4.E Metallo:Ossigeno = < 1:2", dove è in attesa dell'assegnazione a un gruppo.

## Abito cristallino
La liguowuite cristallizza nel sistema monoclino con il gruppo spaziale P21/n (gruppo nº 14, posizione 2) con i parametri reticolari a = 7,32582(18) Å, b = 7,54767(18) Å, c = 7,71128(18) Å e β = 90,678(3)°, oltre a 8 unità di formula per cella unitaria.

## Origine e giacitura
La liguowuite si trova nei concentrati minerali pesanti derivanti da monzonite di biotite-quarzo alterata idrotermicamente ad alta temperatura, la paragenesi è con numerosi minerali: albite, allanite-(Ce), almandino, annite, bastnäsite-(Ce), caolinite, diopside, ematite, epidoto, ferroorneblenda, flogopite, fluorapatite, goethite, idrobiotite, ilmenite, magnetite, microclino, moissanite, monazite-(Ce), orneblenda, ortoclasio, pargasite, pirite, quarzo, scheelite, tellurite, tewite, titanite, tormalina, wumuite, xenotime-(Y), zirconio e zoisite.
La liguowuite è un minerale rarissimo ed è stata trovata solo nella sua località tipo, a Nanyang nei pressi della città-prefettura di Lijiang (nello Yunnan, in Cina).

## Forma in cui si presenta in natura
La liguowuite si presenta come prismi di dimensioni fino a 0,1 mm di diametro, che presentano uno pseudomorfismo triclino composto da nanoparticelle fino a 200 μm con molte crepe e nanovuoti.
Il minerale ha colore giallo-verdastro, con lucentezza grassa e striscio bianco.